# Rhinecliff (Nueva York)
Rhinecliff es un lugar designado por el censo ubicado en el condado de Dutchess en el estado estadounidense de Nueva York. En el año 2010 tenía una población de 425 habitantes.

## Geografía
Rhinecliff se encuentra ubicado en las coordenadas 41°55′27.73″N 73°56′27.81″O / 41.9243694, -73.9410583.